# Сориано, Бруно
Бру́но Сориа́но Льи́до (исп. Bruno Soriano Llido; род. 12 июня 1984, Артана, Испания) — испанский футболист, выступавший на позиции полузащитника.

## Клубная карьера
Воспитанник «Вильярреала» Бруно Сориано сыграл первый матч за основную команду 1 октября 2006 года (на выезде против «Мальорки») В течение сезона 2006/07 полузащитник выступал и за «Вильярреал» и за «Вильярреал Б».
В сезоне 2007/08 Бруно стал основным игроком «Вильярреала», проведя за команду в чемпионате, национальном кубке и Кубке УЕФА в общей сложности 31 матч. В том же сезоне полузащитник забил первый за свою профессиональную карьеру гол — в четвёртом раунде Кубка Испании в ворота «Лас-Пальмаса».

## Национальная сборная
5 августа 2010 года, Висенте дель Боске вызвал Бруно в сборную Испании на товарищеский матч с Мексикой. В этом матче и состоялся дебют Сориано за сборную; футболист вышел в стартовом составе и был заменен на 71-й минуте..

## Статистика

### Клубная
| Клуб       | Сезон     | Чемпионат Испании | Чемпионат Испании | Кубок Испании | Кубок Испании | Еврокубки | Еврокубки | Всего | Всего |
| Клуб       | Сезон     | Игры              | Голы              | Игры          | Голы          | Игры      | Голы      | Игры  | Голы  |
| ---------- | --------- | ----------------- | ----------------- | ------------- | ------------- | --------- | --------- | ----- | ----- |
| Вильярреал | 2006/2007 | 3                 | 0                 | 0             | 0             | 0         | 0         | 3     | 0     |
| Вильярреал | 2007/2008 | 21                | 0                 | 4             | 1             | 6         | 0         | 31    | 1     |
| Вильярреал | 2008/2009 | 25                | 0                 | 2             | 0             | 7         | 0         | 34    | 0     |
| Вильярреал | 2009/2010 | 33                | 0                 | 4             | 0             | 6         | 0         | 43    | 0     |
| Вильярреал | 2010/2011 | 37                | 0                 | 4             | 0             | 15        | 0         | 56    | 0     |
| Вильярреал | 2011/2012 | 37                | 3                 | 2             | 0             | 7         | 0         | 46    | 3     |
| Вильярреал | 2012/2013 | 36                | 4                 | 1             | 0             | 0         | 0         | 37    | 4     |
| Вильярреал | 2013/2014 | 6                 | 1                 | 0             | 0             | 0         | 0         | 5     | 0     |
| Всего      |           | 198               | 8                 | 17            | 1             | 41        | 0         | 255   | 8     |

### Международная
| Матчи Сориано за сборную Испании | Матчи Сориано за сборную Испании | Матчи Сориано за сборную Испании | Матчи Сориано за сборную Испании | Матчи Сориано за сборную Испании | Матчи Сориано за сборную Испании | Матчи Сориано за сборную Испании |
| -------------------------------- | -------------------------------- | -------------------------------- | -------------------------------- | -------------------------------- | -------------------------------- | -------------------------------- |
| №                                | Дата                             | Оппонент                         | Счёт                             | Голы Сориано                     | Соревнование                     |                                  |
| 1                                | 11 августа 2010                  | Мексика                          | 1-1                              | —                                | Товарищеский матч                |                                  |
| 2                                | 4 июня 2011                      | США                              | 4-0                              | —                                | Товарищеский матч                |                                  |
| 3                                | 26 мая 2012                      | Сербия                           | 2-0                              | —                                | Товарищеский матч                |                                  |
| 4                                | 30 мая 2012                      | Республика Корея                 | 4-1                              | —                                | Товарищеский матч                |                                  |